# Родителен падеж
Родителният падеж, или генитивът (на латински: casus genitivus; на гръцки: γενική), е падежна форма, която в зависимост от езика може да се съчетава с различни части на речта: глагол, име (съществително, прилагателно, числително), наречие (в сравнителна степен), предлози и в най-общ смисъл изразява значение на обект, принадлежност, количество, материал, произход и др. В аналитичните езици тези значения се изразяват чрез предлози. Например в българския език най-често се използва предлогът на, а в английския език – предлогът of или окончанието 's.
Родителен падеж съществува в редица езици: латински, санскрит, арабски, ирландски, гръцки, немски, холандски, фински, японски и в повечето славянски езици и др.
Ето някои от специфичните значения на родителния падеж:
- произход („човек от Рим“)
- състав („пита кашкавал“)
- част от цяло („килограм говеждо“)
- брой (напр. староанглийски „féower manna“, „четирима човека“)
- отношение („съпругът на Яна“)
- субектност („моето заминаване“)
- обектност („убийството на ерцхерцога“)
- описание („човек на честта“, „ден на равносметка“)
- неотменимо притежание („моята височина“, „неговото съществувание“, „нейните дълги пръсти“)
- отменимо притежание („неговото сако“, „моето питие“)

Последните две значения са най-типични за родителния падеж.

## Значения на родителния падеж в славянските езици
По-долу са представени по-важните значения на родителния падеж в някои славянски езици. Дадени са примери от старобългарски (ст.б.), руски (рус.), хърватски (хърв.).

### Във функция на обстоятелствено пояснение

#### Родителен за дата
Посочва датата на някое събитие, написване на писмо, документ и т.н.:
ст.б.:    ҃ (на 30 март)
рус.: Начать занятия в школе первого сентября (ще започна занятията в училище на първи септември)
хърв.: Prošle nedjelje smo bili na izletu (Миналата седмица бяхме на екскурзия)

#### Родителен за сравнение
Назовава обектът на сравнение по признак или действие:
ст.б.:     ,    (Не е ли животът повече от храната, и тялото – от облеклото?) (Матей, 6:25)
рус.: Сделать не хуже других (да направя не по-зле от другите), старше брата (по-голям от брат си), вернутся раньше января (да се върна преди януари)

#### Родителен за пространствени мерки
Рядко срещана форма в някои старобългарски паметници (напр. Супрасълския сборник). Посочва разстояние от или до даден обект, място:
ст.б.:        (Защото църквата беше на пет поприща от града)

### Приименен родителен

#### Родителен за материал
Назовава материала, от който е направен даден предмет:
рус.: Мебель карельской березы (мебел от карелска бреза)

#### Родителен за мярка или количество
Посочва мярката (количеството) на вещество или материал, които подлежат на измерване:
рус.: Бутылка молока (бутилка мляко), мешок картофеля (торба картофи)

#### Родителен за носител на признак
Изразява отношението на признака към неговия носител:
рус.: Красота природы (красотата на природата), любовь матери (любовта на майката)

#### Родителен за обект
Назовава обекта на действие, желание, постижение, очакване:
рус.: Воспитание детей (възпитание на децата), лечение болезней (лечение на болестите), ждать возможности (очаквам възможности), добиваться успехов (постигам успехи)

#### Родителен определителен
Изразява качествената характеристика на предмет или лице:
рус.: Материал синего цвета (материал със син цвят), человек действия (човек на действието)

#### Родителен за отношения
- Посочва отношението на предмет към лице, извършител на действие, притежател, ръководител:

рус.: Автор романа (автор на романа), хозяин дома (собственик на къща), капитан корабля (капитан на кораб)
- Посочва отношение между лице и колектив или място:

рус.: член организации (член на организацията), жители города (жители на града)
- Посочва субекта на действието:

ст.б.:   (разчупване на хляба)
рус.: Чтение книги (четене на книга), уборка урожая (събиране на реколтата)

#### Родителен за притежание
Изразява притежание (открива се с въпроса чий?, чия?, чие?, чии?):
ст.б.:   (домакинът на храма)
рус.: Портфель учителя (чантата на учителя), ручка ученика (писалката на ученика)
хърв.: Dječak živi u kući svoga oca (момчето живее в къщата на баща си)

#### Родителен за количество
Назовава предмети, чиято съвкупност е обозначена чрез определяната (господстващата) дума:
Стадо воловъ (стадо волове)
рус.: Большинство слушателей (мнозинството слушатели), стадо овец (стадо овце), стая птиц (ято птици), букет цветов

#### Родителен за съдържание
Конкретизира значението на определяната (господстващата) дума – отвлечено съществително или прилагателно:
рус.: Задача исследования (задача на изследванията), цель путешествия (цел на пътешествието), полный мыслей (изпълен с мисъл)

#### Родителен субектен
Посочва извършителя на действието:
рус.: Прибытие поезда (пристигане на влака), жужжание пчел (жужене на пчели)
хърв.: Pjevanje ptica (песента на птиците)

#### Родителен за част от цяло
Назовава предмет, спрямо който определяната (господстващата) дума представлява част:
ст.б.:        (да натопи края на пръста си във вода)
рус.: Ножка стола (крак от маса), крыша дома (покрив на къща), квартал города (квартал на града)

### Родителен приглаголен

#### Родителен за отдалечаване или лишаване
Назовава обекта, който някой избягва или от който се опасява, лишава:
ст.б.:      (да избегнете всичко това, което предстои да стане) (Лука, 21:36)
рус.:Избегать опасности (избягвам опасност), бояться темноты (боя се от тъмнината), лишится надежды (да изгубя надежда)

#### Родителен предикативен
Използва се във функцията на именната част на съставното сказуемо:
ст.б.:    (от голям род е)
рус.: Это была девушка небольшого роста (това беше момиче, невисоко на ръст)
хърв.: Djevojčica je slaba zdravlja (момиченцето е с влошено здраве)

#### Родителен частичен
Посочва, че предметът е подложен на действие не в целия си обем или е обект на интензивно действие:
ст.б.:      (когато прие оцет, Исус...) (Йоан, 19:30)
рус.: Выпить воды (да пийна вода), надавать советов (да дам куп съвети)
хърв.: Djevojka zahvati vode s izvora (момичето загреба вода от извора)

#### Родителен при отрицание
Това е така нареченият славянски генитив. Той се появява в повечето славянски езици в непрякото допълнение при отрицание на действието на преходен глагол:
ст.б.:        (видя, че там няма друга лодка) (Йоан, 6:22)
хърв.: Nisam čuo vašeg odgovora (не чух отговора ви), Vrana vrani očiju ne vadi (гарван гарвану око не вади)

### Родителен при прилагателни
Среща се най-често при прилагателното пълен:
рус.: Комната полна народу (стая пълна с хора)
хърв.: Pun gnjeva (изпълнен с гняв), pun veselja (изпълнен с радост)

### Родителен при числителни
рус.: Пять учеников (петима ученика)
хърв.: Pet kruha (пет хляба)

### Родителен с предлози
Родителният падеж в славянските езици, въпреки че се използва предимно без предлози, се среща и с няколко предлога, между които: без, от, до, из и др.:
рус.: Он пришел без шапки (той дойде без шапка)
хърв.: Nijem od čuda (онемял от учудване)